# Svetovno prvenstvo športnih dirkalnikov sezona 1981
Svetovno prvenstvo športnih dirkalnikov sezona 1981 je bila devetindvajseta sezona Svetovnega prvenstva športnih dirkalnikov, ki je potekalo med 31. januarjem in 27. septembrom 1981. Naslov konstruktorskega prvaka sta osvojila Porsche (+2.0) in Lancia (2.0), dirkaškega pa Bob Garreton.

## Spored dirk
| Št | Ime                   | Dirkališče                      | Datum                 |
| -- | --------------------- | ------------------------------- | --------------------- |
| 1  | 24 ur Daytone         | Daytona International Speedway  | 31. januar 1. februar |
| 2  | 12 ur Sebringa        | Sebring International Raceway   | 21. marec             |
| 3  | 6 ur Mugella          | Mugello Circuit                 | 12. april             |
| 4  | 1000 km Monze         | Autodromo Nazionale Monza       | 26. april             |
| 5  | 6 ur Riversida        | Riverside International Raceway | 26. april             |
| 6  | 6 ur Silverstona      | Silverstone Circuit             | 10. maj               |
| 7  | 1000 km Nürburgringa  | Nürburgring                     | 24. maj               |
| 8  | 24 ur Le Mansa        | Circuit de la Sarthe            | 13. junij 14. junij   |
| 9  | Coppa Florio          | Autodromo di Pergusa            | 28. junij             |
| 10 | 6 ur Daytone          | Daytona International Speedway  | 2. julij              |
| 11 | 6 ur Watkins Glena    | Watkins Glen International      | 12. julij             |
| 12 | 24 ur Spaja           | Circuit de Spa-Francorchamps    | 26. julij 27. julij   |
| 13 | 1000 km Mosporta      | Mosport                         | 16. avgust            |
| 14 | 500 milj Pabsta       | Road America                    | 23. avgust            |
| 15 | 1000 km Brands Hatcha | Brands Hatch                    | 27. september         |

## Rezultati

### Po dirkah
| Št | Dirkališče        | Zmag. moštvo                                 | Poročilo |
| Št | Dirkališče        | Zmag. dirkača (-i)                           | Poročilo |
| -- | ----------------- | -------------------------------------------- | -------- |
| 1  | Daytona           | Bob Garretson Racing                         | Poročilo |
| 1  | Daytona           | Bob Garretson Bobby Rahal Brian Redman       | Poročilo |
| 2  | Sebring           | Bayside Disposal Racing                      | Poročilo |
| 2  | Sebring           | Hurley Haywwod Al Holbert Bruce Leven        | Poročilo |
| 3  | Mugello           | Osella                                       | Poročilo |
| 3  | Mugello           | Giorgio Francia Lella Lombardi               | Poročilo |
| 4  | Monza             | Wera-Lit Racing Team                         | Poročilo |
| 4  | Monza             | Edgar Dören Jürgen Lässig Gerhard Holup      | Poročilo |
| 5  | Riverside         | John Fitzpatrick Racing                      | Poročilo |
| 5  | Riverside         | John Fitzpatrick Jim Busby                   | Poročilo |
| 6  | Silverstone       | Vegla Racing Team                            | Poročilo |
| 6  | Silverstone       | Harald Grohs Walter Röhrl Dieter Schornstein | Poročilo |
| 7  | Nürburgring       | GS Tuning                                    | Poročilo |
| 7  | Nürburgring       | Hans-Joachim Stuck Nelson Piquet             | Poročilo |
| 8  | La Sarthe         | Porsche System Engineering                   | Poročilo |
| 8  | La Sarthe         | Jacky Ickx Derek Bell                        | Poročilo |
| 9  | Pergusa           | Grid Team Lola                               | Poročilo |
| 9  | Pergusa           | Emilio de Villota Guy Edwards                | Poročilo |
| 10 | Daytona           | Roger Mandeville                             | Poročilo |
| 10 | Daytona           | Roger Mandeville Amos Johnson                | Poročilo |
| 11 | Watkins Glen      | Martini Racing                               | Poročilo |
| 11 | Watkins Glen      | Riccardo Patrese Michele Alboreto            | Poročilo |
| 12 | Spa-Francorchamps | Tom Walkinshaw Racing                        | Poročilo |
| 12 | Spa-Francorchamps | Tom Walkinshaw Pierre Dieudonné              | Poročilo |
| 13 | Mosport           | Andial Meister Racing                        | Poročilo |
| 13 | Mosport           | Harald Grohs Dieter Schornstein              | Poročilo |
| 14 | Road America      | Andial Meister Racing                        | Poročilo |
| 14 | Road America      | Harald Grohs Dieter Schornstein              | Poročilo |
| 15 | Brands Hatch      | GRID Team Lola                               | Poročilo |
| 15 | Brands Hatch      | Guy Edwards Emilio de Villota                | Poročilo |

### Konstruktorsko prvenstvo
Točkovanje po sistemu 20-15-12-10-8-6-4-3-2-1, točke dobi le najbolje uvrščeni dirkalnik posameznega konstruktorja.
| Poz | Šasija      | 1. | 2. | 3. | 4. | 5. | 6. | 7.    | 8. | 9. | 10. | 11. | 12. | 13. | 14. | 15. | Skupaj |
| --- | ----------- | -- | -- | -- | -- | -- | -- | ----- | -- | -- | --- | --- | --- | --- | --- | --- | ------ |
| 1=  | Lancia - II |    |    |    | 20 |    | 20 | (10)  | 20 |    |     | 20  |     |     |     |     | 100    |
| 1=  | Lancia - I  |    |    |    |    |    |    | 6     |    |    |     |     |     |     |     |     | 6      |
| 2   | Porsche     | 20 |    |    | 20 |    | 20 | (7,5) | 20 |    |     | 20  |     |     |     |     | 100    |
| 3=  | BMW - I     | 8  |    |    | 15 |    | 15 | 10    | 4  |    |     |     |     |     |     |     | 52     |
| 3=  | BMW - II    |    |    |    |    |    | 15 | 7.5   |    |    |     |     |     |     |     |     | 22,5   |
| 4   | Ferrari     |    |    |    | 3  |    |    |       | 15 |    |     |     |     |     |     |     | 18     |
| 5   | Mazda       | 6  |    |    |    |    | 8  | 0,5   |    |    |     |     |     |     |     |     | 14,5   |
| 6   | Datsun      | 10 |    |    |    |    |    |       |    |    |     |     |     |     |     |     | 10     |
| 7   | Ford        |    |    |    |    |    |    | 5     |    |    |     |     |     |     |     |     | 5      |
| 8   | Toyota      |    |    |    |    |    |    | 3     |    |    |     |     |     |     |     |     | 3      |
| 9   | Opel        |    |    |    |    |    |    | 2     |    |    |     |     |     |     |     |     | 2      |
| 10  | Alfa Romeo  |    |    |    |    |    |    | 1     |    |    |     |     |     |     |     |     | 1      |

### Dirkaško prvenstvo
| Poz | Dirkač          | Konstruktor  | Moštvo                                                            | 1. | 2.  | 3. | 4. | 5. | 6. | 7.  | 8. | 9. | 10. | 11. | 12. | 13. | 14. | 15. | Skupaj |
| --- | --------------- | ------------ | ----------------------------------------------------------------- | -- | --- | -- | -- | -- | -- | --- | -- | -- | --- | --- | --- | --- | --- | --- | ------ |
| 1   | Bob Garreton    | Porsche      | Bob Garreton                                                      | 21 | (5) |    |    | 18 |    |     | 16 |    |     | 19  |     | 15  | 18  | 20  | 127    |
| 2   | Harald Grohs    | Porsche      | Howard Meister                                                    |    | 18  |    |    |    | 21 | 7,5 | 12 |    |     | 16  |     | 15  | 18  | 20  | 116,5  |
| 3   | Bobby Rahal     | Porsche      | Bob Garreton                                                      | 21 | (5) |    |    | 19 | 16 |     |    |    |     | 16  |     |     | 17  | 20  | 109    |
| 4   | Edgar Dören     | Porsche      | Wera-Lit Racing Team                                              |    |     | 10 | 21 |    | 17 | 8,5 |    | 19 |     |     |     | 18  |     | 14  | 107,5  |
| 5=  | Giorgio Francia | Osella       | Osella                                                            |    |     | 22 | 21 |    | 19 |     |    | 21 |     |     |     |     |     | 18  | 101    |
| 5=  | Lella Lombardi  | Osella       | Osella                                                            |    |     | 22 | 21 |    | 19 |     |    | 21 |     |     |     |     |     | 18  | 101    |
| 7   | Derek Bell      | Porsche BMW  | Bob Akin Motor Racing Porsche System Engineering EMKA Productions | 20 |     |    |    |    | 20 |     | 20 |    |     |     | 18  |     |     | 19  | 96     |
| 8   | Bob Akin        | Porsche      | Bob Akin Motor Racing                                             | 20 |     |    |    |    | 16 |     |    |    | 5   | 14  | 19  | 10  |     |     | 84     |
| 9   | Jim Busby       | Porsche      | John Fitzpatrick Racing                                           |    |     |    |    | 21 |    |     |    |    |     | 18  |     | 16  | 16  |     | 81     |
| 10  | Brian Redman    | Porsche Lola | Bob Garretson Kent-Cooke/Wood Racing                              | 21 | (5) |    |    | 19 |    |     |    |    |     |     |     | 20  | 20  |     | 80     |